# القاري الأعلى (بني العوام)

تعديل مصدري - تعديل

القاري الأعلى هي إحدى قرى عزلة بني القدمي بمديرية بني العوام التابعة لمحافظة حجة، بلغ تعداد سكانها 217 نسمة حسب تعداد اليمن لعام 2004.